# Rio Great Fish
O rio Great Fish é um rio da África do Sul, que corre 644 km pela província sul-africana do Cabo Oriental. A área costeira entre Porto Elizabeth e a foz do Fish River é conhecida como Sunshine Coast. O Rio Grande do Peixe recebeu o nome de Rio do Infante, em homenagem a João Infante, capitão de uma das caravelas de Bartolomeu Dias. João Infante visitou o rio no final da década de 1480.
O nome "Peixe Grande" também é um equívoco, pois é uma tradução do neerlandês Groot Visch Rivier, que era o nome de um afluente nas proximidades de Cradock, que em sua confluência com o Peixe Pequeno (Klein Visch Rivier) forma o que é apropriadamente chamado de (Cabo Oriental) Rio dos Peixes.